# The Light Entertainment
The Light Entertainment es un sello discográfico colombo-español, que se centra en varios géneros. Fue fundada en 2015 por los artistas colombianos Naela y Mauricio Rivera.

## Artistas
- Mauricio Rivera
- Naela